# Gore Obsessed
Gore Obsessed (Obsesionado por la sangre) es el octavo álbum de estudio de la banda Cannibal Corpse, publicado el 26 de febrero de 2002
con el sello discográfico Metal Blade Records. Se presentaba dentro de una funda negra con el título escrito con la grafía habitual del logo debido al desagradable diseño de portada (que representa la canción "Pit of Zombies"). La canción "No Remorse", una versión de Metallica, sólo se incluyó en la primera distribución.

## Lista de canciones
| N.º   | Título                     | Música                         | Duración |  |
| 1.    | «Savage Butchery»          | Jack Owen, Alex Webster        | 1:50     |  |
| 2.    | «Hatchet to the Head»      | Paul Mazurkiewicz, Pat O'Brien | 3:34     |  |
| 3.    | «Pit of Zombies»           | Webster                        | 3:58     |  |
| 4.    | «Dormant Bodies Bursting»  | Mazurkiewicz, Owen             | 2:00     |  |
| 5.    | «Compelled to Lacerate»    | Webster                        | 3:29     |  |
| 6.    | «Drowning in Viscera»      | Mazurkiewicz, O'Brien          | 3:36     |  |
| 7.    | «Hung and Bled»            | Webster                        | 4:13     |  |
| 8.    | «Sanded Faceless»          | Mazurkiewicz, O'Brien          | 3:51     |  |
| 9.    | «Mutation of the Cadaver»  | Webster                        | 3:09     |  |
| 10.   | «When Death Replaces Life» | Mazurkiewicz, Owen             | 4:59     |  |
| 11.   | «Grotesque»                | Webster                        | 3:42     |  |
| 38:15 |                            |                                |          |  |

## Miembros
- George Fisher - voz
- Alex Webster – bajo
- Jack Owen - guitarra
- Pat O'Brien - guitarra
- Paul Mazurkiewicz – batería